# سفيتلانا إيفانوفا
سفيتلانا إيفانوفا (بالروسية: Светлана Андреевна Иванова)‏ هي ممثلة روسية، ولدت في 26 سبتمبر 1985 بموسكو في روسيا. من الجوائز التي نالتها جائزة العقاب الذهبي.

## أعمال

### أفلام
- (2010) عالم مظلم

## جوائز
- جائزة العقاب الذهبي

## وصلات خارجية
- سفيتلانا إيفانوفا على موقع IMDb (الإنجليزية)
- سفيتلانا إيفانوفا على موقع قاعدة بيانات الفيلم (الإنجليزية)
- سفيتلانا إيفانوفا على موقع كينوبويسك (الروسية)